# Capo Testa
Koordinaten: 41° 14′ 19″ N, 9° 8′ 57″ O

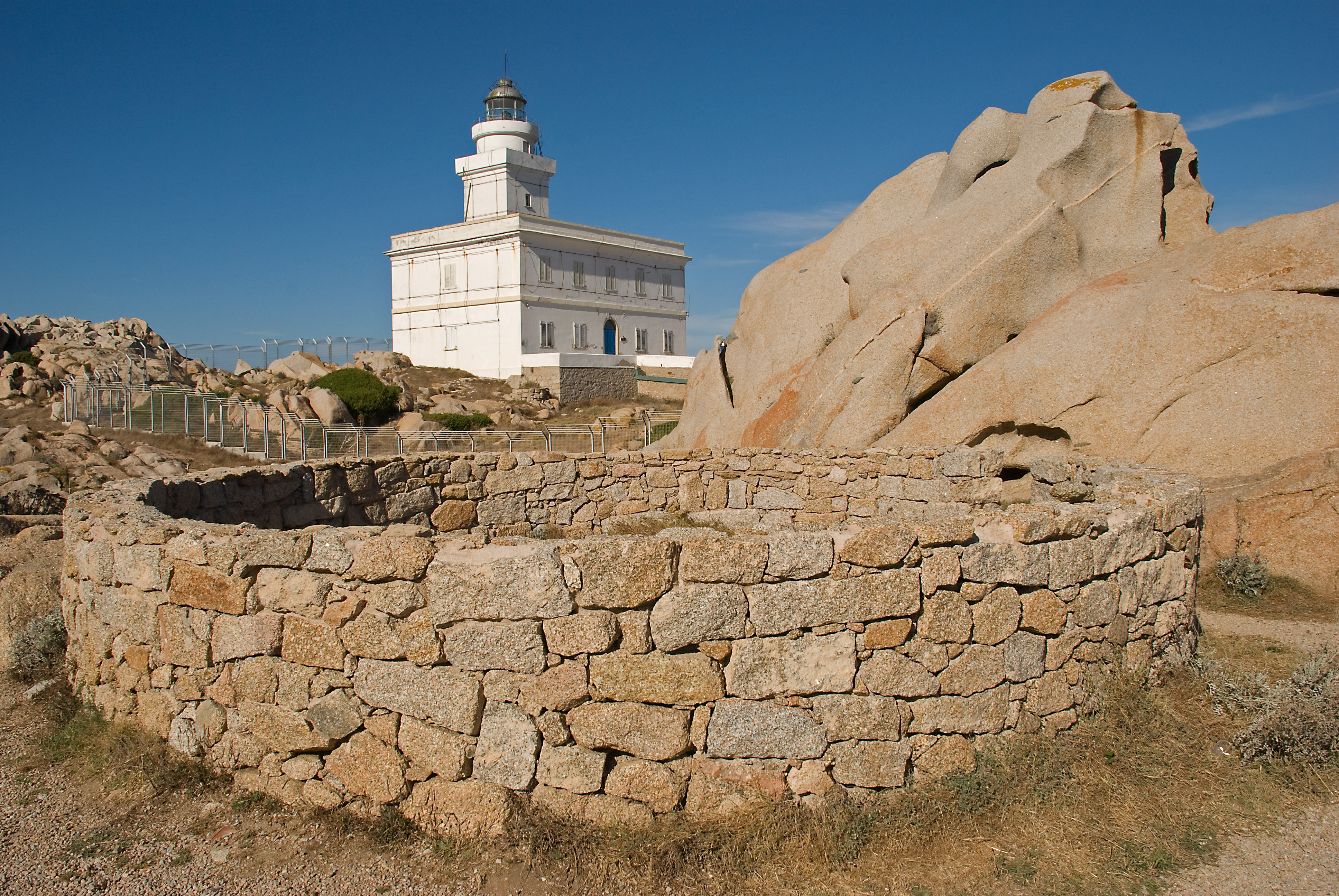
Leuchtturm

Das Capo Testa liegt wenige Kilometer westlich des nördlichsten Punktes von Sardinien. Die nächstgelegene Ortschaft Santa Teresa Gallura ist in nur wenigen Fahrminuten zu erreichen. Neben dem sehenswerten Leuchtturm gibt es dort viele beeindruckende Granitfelsen, die vom Wind und der in mediterranen Breiten typischen Tafoniverwitterung zum Teil bizarr geformt wurden. Viele dieser Felsformationen haben wegen erkennbarer Ähnlichkeit Tiernamen bekommen.
Auf der Halbinsel befindet sich auch das Valle della Luna, in dem während der 68er zahlreiche Hippies und Aussteiger lebten, bis das Zelten außerhalb der ausgewiesenen Campingplätze auf ganz Sardinien verboten und gegen Verstöße rigoros vorgegangen wurde. Heute leben wieder einige wenige Aussteiger im Valle della Luna, ihre Behausungen befinden sich in den verschiedenen Höhlen des Tales. In der Hauptsaison wird auch das wilde Kampieren geduldet, so lassen sich in den Morgenstunden meist mehrere Zelte von Rucksacktouristen im Tal ausmachen.
Capo Testa bietet eine Vielzahl von kleinen Badebuchten, welche vor allem in der Hauptsaison ein Ziel vieler Sardinienreisender darstellen. Die Parkmöglichkeiten sind aufgrund der topographischen Begebenheiten begrenzt, was bisweilen zu Staus führen kann.

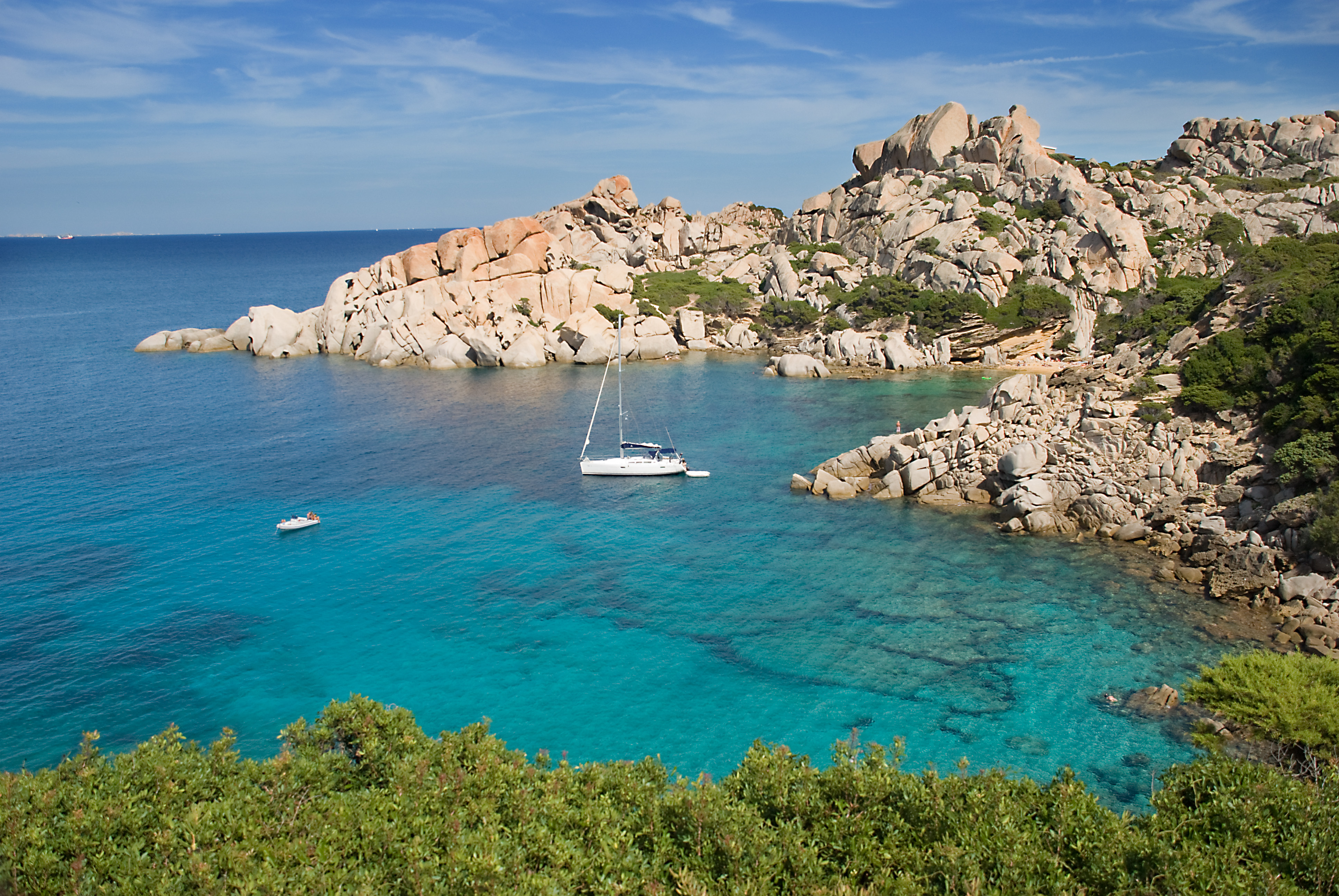
Cala Spinosa
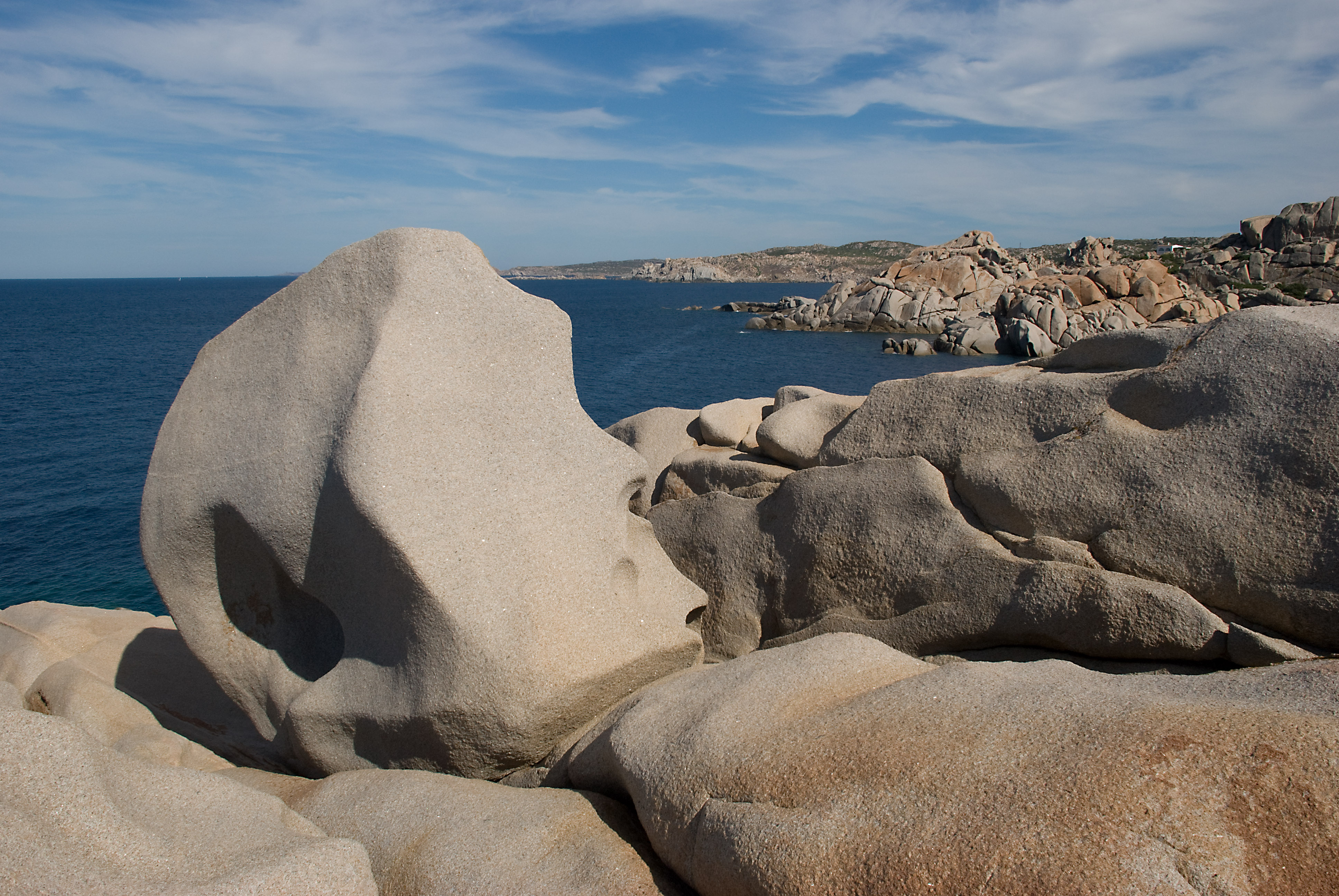
Cimitero dei Sassi – „Friedhof der Steine“
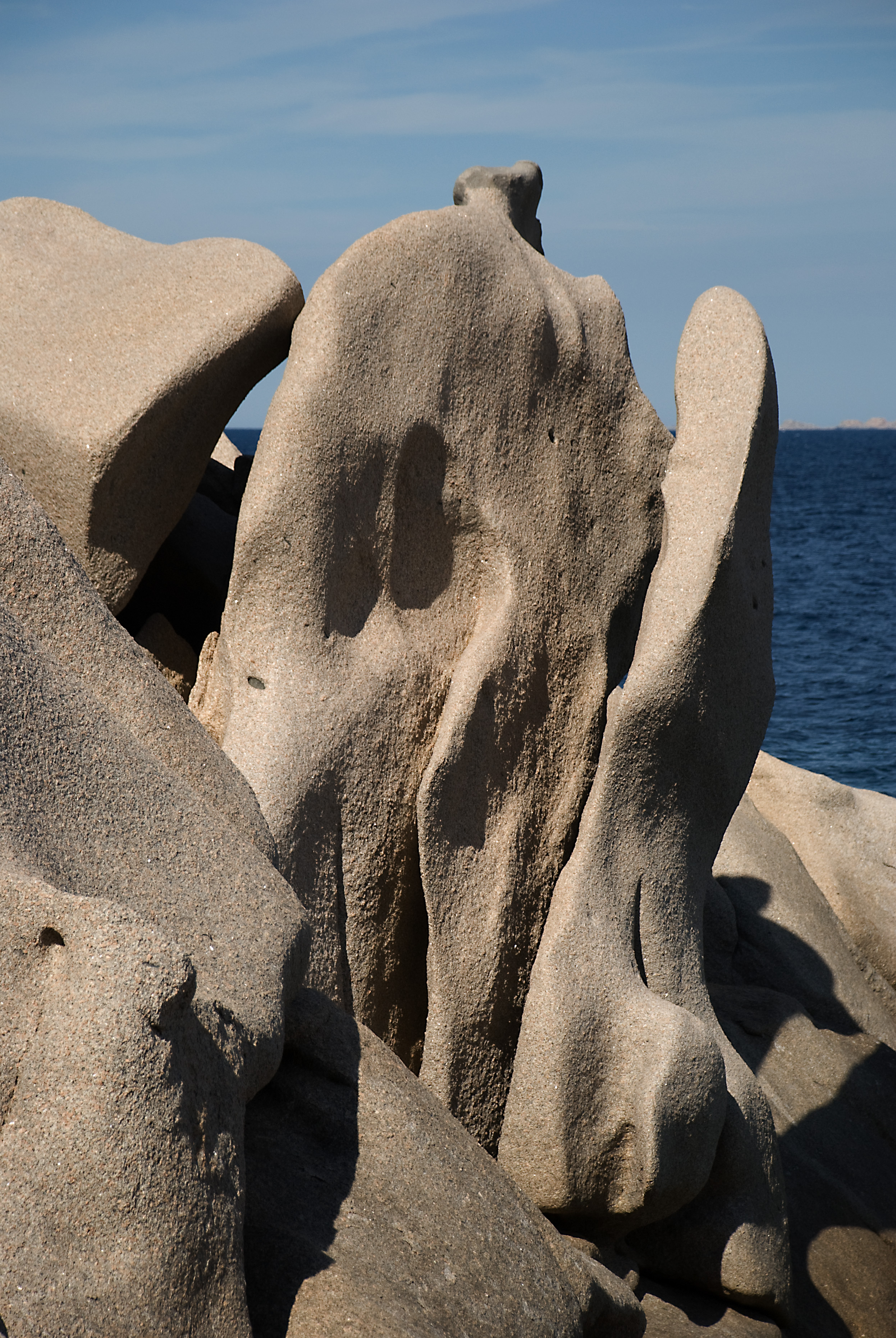
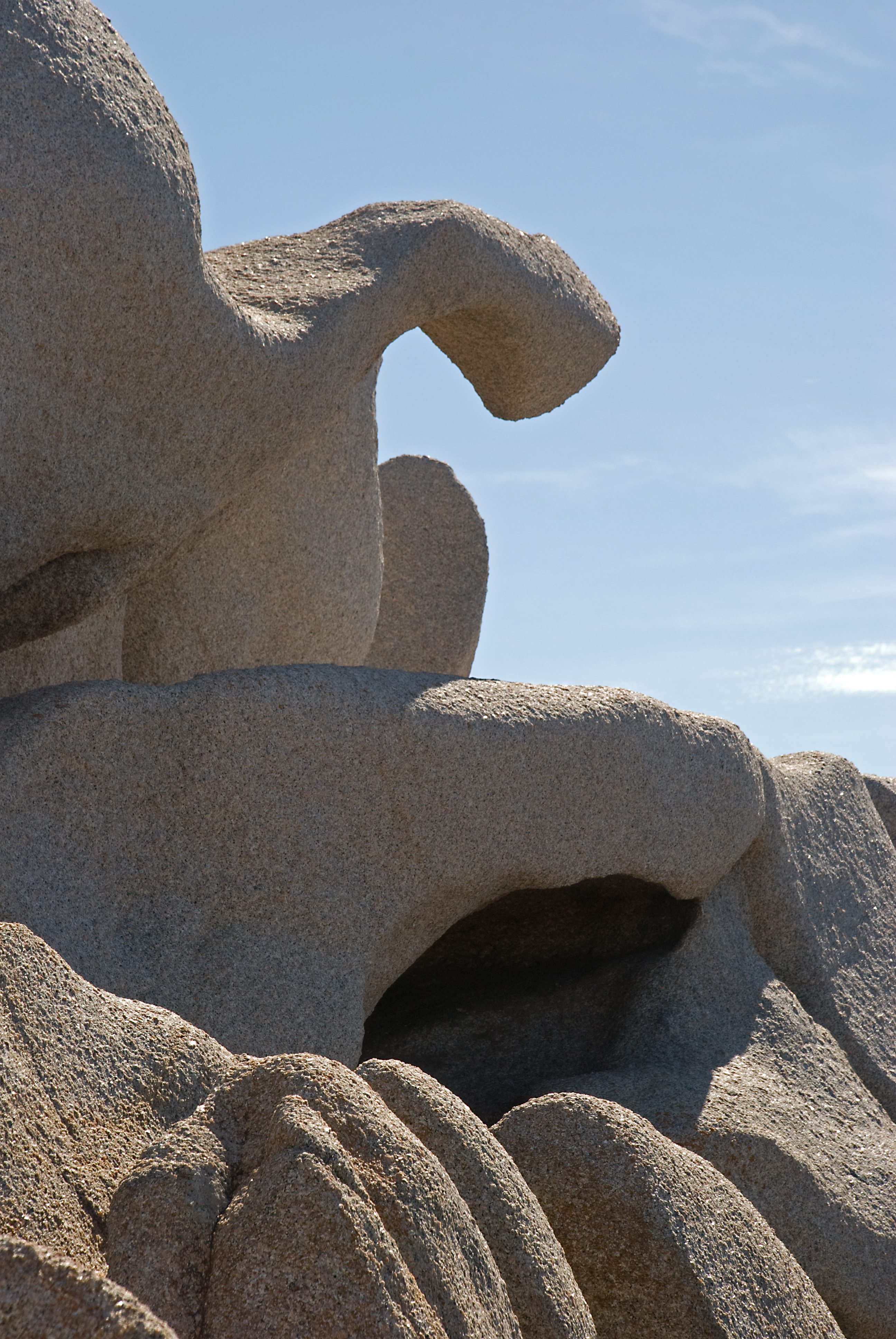
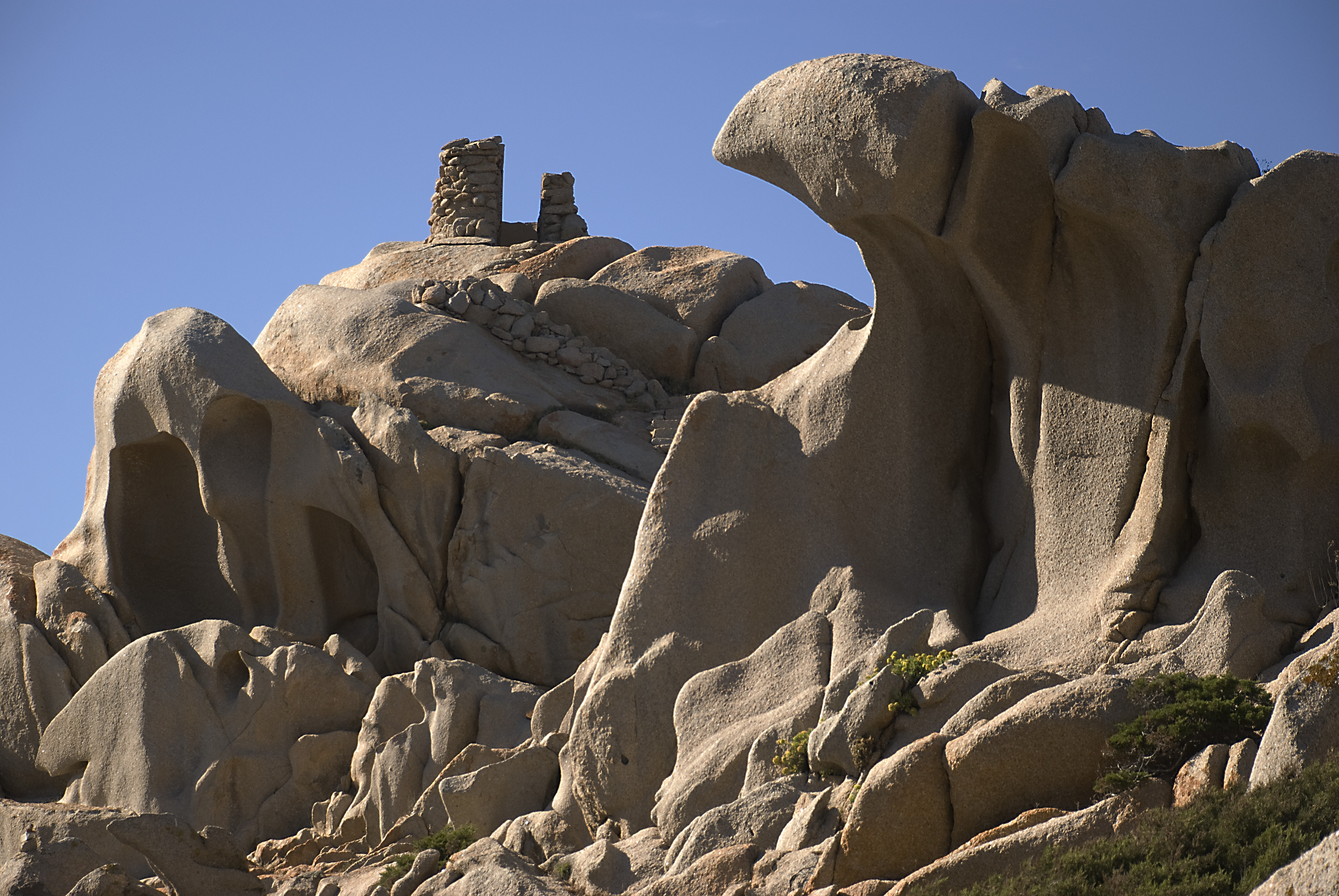
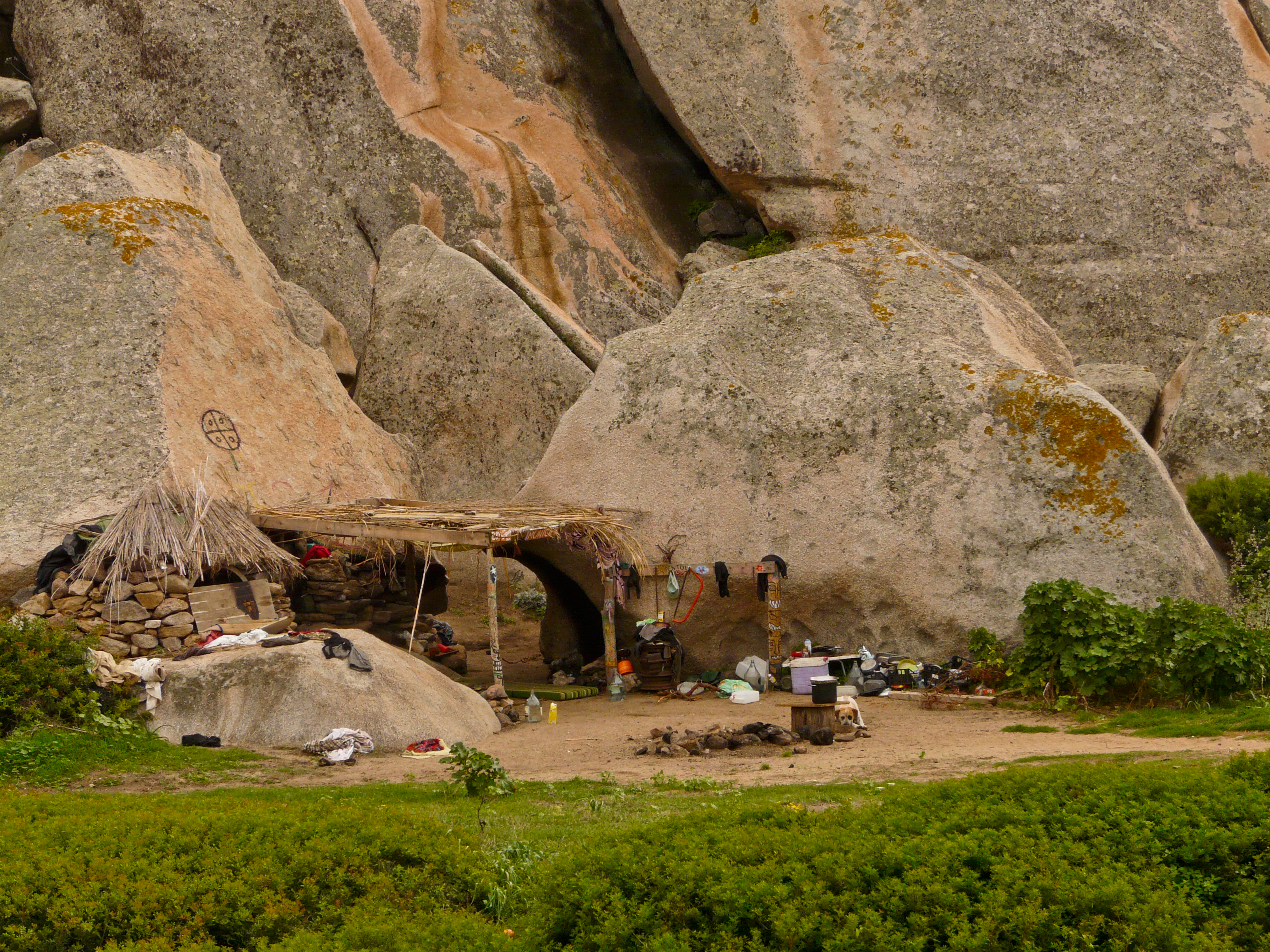
Hippie-Höhle
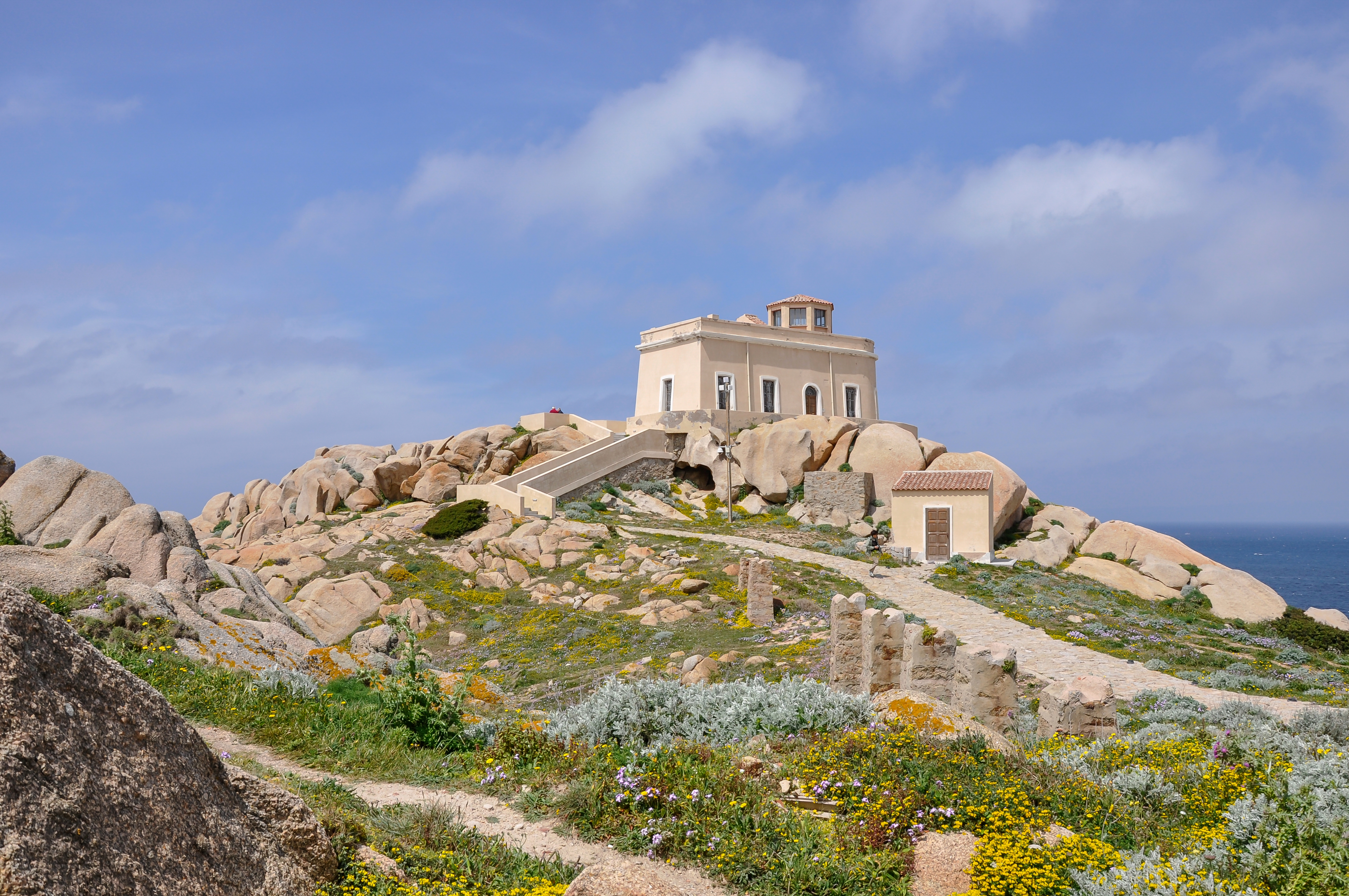
Leuchtturm

## Anfahrt
Vom Flug- und Fährhafen Olbia aus fährt man über Arzachena ca. 40 km nach Norden bis nach Palau (Sardinien). Nach weiteren ca. 15 km kommt man nach Santa Teresa Gallura. Von dort aus sind es noch ca. 3 km bis zum Capo Testa.